# يوسف حسون
يوسف حسون هو شاعر وفنان شعبي فلسطيني، ولد عام 1928 في قرية شعب في الجليل الأسفل شمال فلسطين، وتوفي في 22 أكتوبر 1979 عن عمر يناهز 51 عامًا.

## حياته ومسيرته المهنية
درس المرحلة الأساسية في قريته شعب. هاجر إلى لبنان بعد النكبة عام 1948، وهناك التحق في المعهد اللبناني العالي للموسيقى، حصل على الثانوية العامة عام 1966 من مصر، ونال درجة الدبلوم في التربية من دار المعلمين التابعة لوكالة غوث وتشغيل اللاجئين الفلسطينيين  (الأونروا).
عمل في الزراعة في بيروت ثم عمل مدرسا في مدرسة بعلبك التابعة للأونروا عام 1952، ومن ثم عيّن مديرا للمدرسة في منتصف خمسينيات القرن العشرين، بعد ذلك، أصبح مديرا لمدرسة القادسية في الرشيدية في لبنان (1972-1963) ثم مديرا لمدرسة المجدل في مخيم تل الزعتر (1976-1972).

## دوره في النكبة والنضال
شارك بالدفاع عن قريته أثناء أحداث النكبة عام 1948 ضمن "حامية شعب" إلى جانب اثنين من أقاربه اللذين استشهدا في يوم واحد، وكانت والدته من النساء اللواتي لعبن دورًا كبيرًا في نقل السلاح والماء إلى المدافعين عن البلدة. نظم إبان النكبة قصيدته الشهيرة "مرسال فلسطين" والتي كانت موجهة إلى الملوك والرؤساء العرب، تحدث فيها عما جرى في فلسطين، وعما تعرض له شعبها من خذلان.

## إسهاماته الإعلامية والثقافية
أعد وقدّم برامج إذاعية سياسية واجتماعية مختلفة، وثقت نضالات الشعب الفلسطيني في الداخل والشتات، وعملت على إحياء التراث الشعبي الفلسطيني. مَثَّل فلسطين في العديد من المهرجانات العربية والعالمية.  كما أنه قدّم العديد من البرامج الإذاعية عبر إذاعة صوت فلسطين من القاهرة في ستينيات القرن العشرين، مثل (فلاحين بلدنا)، و(أبو عودة)، وبرنامج (غنى الحادي) في عام 1976 عبر إذاعة "صوت الثورة الفلسطينية" من بيروت.

## قصائده ومؤلفاته
نشر قصائده في المجلات اللبنانية مثل: بنت لبنان (1949)، والثأر (1952)، وبنت العرزال، وأسّس عددا من جوقات العتابا والزجل، وكان له دور في إحياء العادات الفلسطينية في الأعراس والمناسبات الاجتماعية بين اللاجئين في مخيمات الشتات الفلسطيني، مثل السحجة والدحي واللومة، وقد تناولت أشعاره مواضيع مثل: النكبة، والثورة، والأسرى، والشهداء، ومعارك الفلسطينيين الشهيرة، ومعارك جنوب لبنان، ويوم الارض.
امتاز أسلوب يوسف حسون في الجمع بين الشعر العمودي الفصيح والشعر الشعبي بأنواعه المختلفة، كتب ولحّن العديد من الأغاني الوطنية لمجموعة من المغنّين العرب مثل: نصري شمس الدين، فهد بلان، وسميرة توفيق وسمير يزبك. كما غنّت من كلماته الفنانة نجوى كرم، الكثير من أبيات العتابا، كذلك الفنان جورج وسوف والذي غنّى قصيدة "يا جارتي".

## من قصائده
- قصيدة مرسال فلسطين التي خصصها للنكبة وأهوالها.
- قصيدة نشيد فلسطين.
- قصيدة يا حلالي ويا مالي.